# Tony Aguilar y Amigos
Tony Aguilar y Amigos è un album discografico del DJ spagnolo Tony Aguilar, realizzato in collaborazione con diversi artisti e pubblicato il 24 novembre 2003.

## Tracce
1. Latido urbano (Tony Aguilar y Amigos feat. Tiziano Ferro) – 3:34
2. Cara o cruz (Tony Aguilar & Pablo Puyol) – 3:49
3. Suave que me quemas (Tony Aguilar feat. Efecto Mariposa) – 3:46
4. Dentro de mí (Tony Aguilar & Noel Pastor) – 4:14
5. Carmela (Tony Aguilar feat. Andy & Lucas) – 3:08
6. Cállate la boca (Tony Aguilar & Junior) – 3:29
7. Casi un universo (Tony Aguilar feat. El Canto del Loco) – 2:50
8. Sólo quedo yo (Tony Aguilar & Nika) – 3:32
9. La puerta (Tony Aguilar feat. Tony Santos & Miguel Ángel Muñoz) – 3:42
10. Diles que no (Tony Aguilar & Carlos Baute) – 3:06
11. Sólo soy un ser humano (Tony Aguilar & David Civera) – 3:17
12. Quiero ser yo (Tony Aguilar feat. Los Caños) – 3:50
13. Vuelve (Tony Aguilar & Natalia) – 3:01
14. Summerdays of 51 (Tony Aguilar feat. Austin & Slete 7 Black) – 4:07
15. Hace pensar (Tony Aguilar feat. Bellepop) – 4:34
16. Mueve tu bombo (Tony Aguilar & Piercing) – 3:36